# Pandemonio (film)
Pandemonio (A Noise in Newboro) è un film muto del 1923 diretto da Harry Beaumont. Prodotto e distribuito dalla Metro Pictures Corporation, aveva come interpreti Viola Dana, David Butler, Eva Novak.

## Trama
Martha Mason, non particolarmente bella e ignorata dai suoi cittadini, decide di andarsene da Newboro e parte per New York dove vuole farsi una posizione. Diventata dopo sette anni una famosa artista, Martha ritorna. L'uomo a cui crede di essere ancora fidanzata, Ben Colwell, frequenta invece un'altra donna, Anne Paisley. Colwell, inoltre, ha intrapreso la carriera politica che conduce dimostrando di non avere alcuno scrupolo. Quando viene a sapere che Martha vale una considerevole somma di denaro e che desidera finanziare una causa civica, Colwell rivolge le sue attenzioni su di lei. La donna lo incoraggia per potere smascherare la sua vera natura e svergognarlo davanti all'intera città. Assolta la missione che si era prefissata, Martha torna a New York e da Buddy Wayne, felice di avere provocato un po' di pandemonio a Newboro.

## Produzione
Il film fu prodotto dalla Metro Pictures Corporation.

## Distribuzione
Il copyright del film, richiesto dalla Metro, fu registrato il 23 marzo 1923 con il numero LP18797.

Distribuito negli Stati Uniti dalla Metro Pictures Corporation, il film uscì nelle sale il 29 novembre 1923.
Non si conoscono copie ancora esistenti della pellicola che viene considerata presumibilmente perduta.